# Saint-Aubin-les-Forges
Saint-Aubin-les-Forges è un comune francese di 447 abitanti situato nel dipartimento della Nièvre nella regione della Borgogna-Franca Contea.

## Società

### Evoluzione demografica
Abitanti censiti